# Phyllis Bryn-Julson
Phyllis Bryn-Julson, född 5 februari 1945 i Bodwon i North Dakota i USA, är en kanadensisk sopran. Hon studerade på Concordia College (Minnesota), Syracuse universitet och Tanglewood. Hon gjort sin debut 1966 med Boston symfoniorkester och Erich Leinsdorf. Senare har hon blivit särskild känd som en samtida musikens sångare.
Sedan 2000 har Bryn-Julson varit medlem i Scandinavian-American Hall of Fame. Hon har arbetat med Esa-Pekka Salonen, Simon Rattle, Seiji Ozawa, Zubin Mehta, Gunther Schuller och Erich Leinsdorf.